# Ron Irwin
Ronald A. Irwin (ur. 29 października 1936 w Sault Ste. Marie, zm. 5 grudnia 2020) – kanadyjski polityk, minister, dyplomata.

## Działalność polityczna
Był politykiem Liberalnej Partii Kanady i od 1972 do 1974 był burmistrzem Sault Ste. Marie. W okresie od 18 lutego 1980 do 9 marca 1984 i ponownie od 25 października 1993 do 1 czerwca 1997 zasiadał w Izbie Gmin. Od 4 listopada 1993 do 10 czerwca 1997 był ministrem ds. Indian i rozwoju Północy w rządzie premiera Chrétiena. Od 1998 do 2001 był ambasadorem w Irlandii, a od 2001 do 2005 konsulem generalnym w Bostonie.

## Odznaczenia
- w 1975 otrzymał Order Kanady[1][2]